# Cuckoo Moray
Cuckoo Moray, también conocida como Cuckoo o Cukoo, (1928 - 30 de septiembre de 1981) fue una bailarina y una actriz Anglo-India en el cine indio. También conocida como la "Chica de Gom" del cine hindú, se hizo muy famosa por su gran talento. Recientemente se ha confirmado que el nombre real de Cuckoo era Cuckoo Moray.

## Carrera temprana
Cuckoo hizo su debut en pantalla con la película Arab Ka Sitara en 1946. Luego, en Stum Chandi, la gran audiencia y los directores notaron sus habilidades de baile por primera vez. El punto de inflexión en la carrera de Cuckoo fue en las películas de Mehboob Khan. Su número de baile en la película ''Anokhi Ada'' (1948) la consolidó como bailarina principal de la época y ''Andaz'' (1949), un drama romántico protagonizado por Nargis Dutt, Dilip Kumar y Raj Kapoor, dio a la bailarina la oportunidad de mostrar sus habilidades de actuación. En la película technicolor "Aan" de Mehboob Khan de 1952, tuvo un breve cambio en su vida, al ser su primera película en color. Ella cobraría ₹ 6.0000 por realizar un número de baile, una cantidad envidiable en ese tiempo.

## Vida posterior
Cuckoo siguió siendo la mejor bailarina en películas hindúes hasta que bailarinas como Helen, Padminiy Vyjayanthimala llegaron a la industria. Cuckoo era una amiga de la familia de la bailarina y actriz anglo-birmana Helen. También fue conocida por ayudar a actores desconocidos a debutar y ascender en Bollywood, como Pran en Ziddi. Cuckoo había introducido a una Helen de 13 años de edad en películas como bailarina de coros en películas como Shabistan y Awaara (ambas en 1951). Cuckoo y Helen aparecieron notablemente en secuencias de canciones y danzas como en Chalti Ka Naam Gaadi (1958) y Yahudi (1958). Su última aparición en el cine fue en Mujhe Jeene Do de 1963, después de la cual desapareció de la industria cinematográfica.
Cuckoo falleció el 30 de septiembre de 1981, a la edad de 53 años. Fue olvidada y desatendida por la industria cinematográfica en el momento de su muerte.

## Filmografía
| Film                 | Year | Role         |
| -------------------- | ---- | ------------ |
| Anokhi Ada           | 1948 | Stage Dancer |
| Andaz                | 1949 | Sheila       |
| Barsaat              | 1949 | Ruby         |
| Arzoo                | 1950 | Dancer       |
| Hulchul              | 1951 |              |
| Awaara               | 1951 | Bar Dancer   |
| Aan                  | 1952 |              |
| Mr. and Mrs. 55      | 1955 | Singer       |
| Chalti Ka Naam Gaadi | 1958 |              |
| Yahudi               | 1958 |              |
| Bus Conductor        | 1959 |              |
| Mujhe Jeene Do       | 1963 |              |